# Alexandru Cuedan
Alexandru Cuedan (n. 26 septembrie 1910, Oradea – d. 9 mai 1976, Arad) a fost un fotbalist român, care a jucat în echipa națională de fotbal a României la Campionatul Mondial de Fotbal din 1934 (Italia).